# Richard Stites
Richard Thomas Stites, född 2 december 1931 i Philadelphia, Pennsylvania, död 7 mars 2010 i Helsingfors, var en amerikansk historiker. Han var en framstående forskare i Rysslands historia, speciellt kvinnohistoria och kulturhistoria.
Stites avlade 1956 kandidatexamen vid University of Pennsylvania och 1959 master vid George Washington University. Han avlade sedan 1968 doktorsexamen i historia vid Harvard University. Doktorsavhandlingen skrev han om kvinnor i Ryssland under Alexander II:s tid. Hans handledare var Richard Pipes.
År 1978 utkom Stites banbrytande studie i den ryska kvinnorörelsens historia The Women's Liberation Movement in Russia: Feminism, Nihilism and Bolshevism. Han forskade också i rysk populärkulturhistoria och skrev bland annat Russian Popular Culture: Entertainment and Society since 1900 (1992). Ett annat av hans kulturhistoriska verk är Serfdom, Society and the Arts in Imperial Russia: The Pleasure and the Power (2005).
Stites undervisade vid Brown University, Ohio State University och sedan vid Georgetown University där han var professor i Rysslands historia. Han var gift och frånskild tre gånger. Han avled i cancer i Helsingfors där han bedrev forskning. Han var hedersdoktor vid Helsingfors universitet.